# Paulo Mendes da Rocha
Paulo Mendes da Rocha (Vitória, 25 oktober 1928 – São Paulo, 23 mei 2021) was een Braziliaans architect, hoogleraar architectuur en voorzitter van het Braziliaans Instituut voor Architecten. Mendes da Rocha studeerde in 1954 af aan de Mackenzie Universiteit te São Paulo aan de faculteit voor Architectuur en Stedelijke Planning.
Mendes da Rocha werkte bijna uitsluitend in Brazilië. Vanaf 1957 ontwierp hij gebouwen, veelal in beton in een stijl die wel "Braziliaans brutalisme" wordt genoemd. Hij ontwierp vele opmerkelijke culturele gebouwen in São Paulo, en zijn bijdrage aan de verbetering en opleving van de stad wordt alom gewaardeerd.

## Prijzen
Hij was winnaar van de Pritzker Architectuur Prijs in 2006 en in 2000 won hij de door Europese Unie toegekende Prijs voor Hedendaagse Architectuur (European Union Prize for Contemporary Architecture, ook bekend als de Mies van der Rohe prijs).
In 2016 kreeg hij de Golden Lion for Lifetime Achievement van de Biënnale van Venetië voor architectuur.
In 2017 kreeg hij de Royal Gold Medal for architecture, van de Royal Institute of British Architects (RIBA).

## Belangrijkste ontwerpen
- 1957: Gymnastiekzaal voor de Club Atlético Paulistano in São Paulo
- 1957: Paulistano stoel
- 1969: Braziliaans paviljoen op de Wereldtentoonstelling van 1970 in Osaka
- 1973: Estádio Serra Dourada in Goiânia
- 1987: Forma Meubelshowroom in São Paulo
- 1988: Braziliaans Museum voor Beeldhouwkunst in São Paulo
- 1993: Pinacoteca do Estado in São Paulo
- 1997: Cultureel Centrum FIESP in São Paulo